# Principe de non-contradiction
Ne doit pas être confondu avec le principe du contradictoire qui est un principe de droit.
En logique, le principe de non-contradiction est la deuxième loi de logique classique décrite par Aristote qui interdit d'affirmer et nier à la fois le même terme ou la même proposition. 

## Présentation
Aristote ne nomme pas le principe de non-contradiction mais le définit ainsi dans Métaphysique : « Il est impossible qu’un même attribut appartienne et n’appartienne pas en même temps et sous le même rapport à un même sujet »,. Assurément, une chose peut être blanche aujourd’hui ou d’une autre couleur demain. De même, cette chose est plus grande ou plus petite qu’une autre à un moment donné. Mais, il est impossible que ces déterminations apparaissent simultanément et s’appliquent du même point de vue à cette chose. Il est impossible donc qu’à la fois une chose soit et ne soit pas.
La contradiction est une relation existant entre deux termes, ou deux propositions, dont l’un affirme ce que l’autre nie. Exemple : les deux phrases « Tous les hommes sont barbus » et « Quelques hommes ne sont pas barbus » sont contradictoires. 
La loi ou principe de non-contradiction rejette la conjonction d'une proposition p et de sa négation non-p : on ne peut affirmer à la fois p et non-p.
Le principe de non-contradiction a deux versions, l'une logique, l'autre ontologique. La version ontologique dit qu'une chose ne peut être et ne pas être en même temps et sous le même rapport. La version logique dit qu'on ne peut affirmer vraie et fausse la même proposition. 
La « loi de l'alternative » (Robert Blanché) résulte de la conjonction de la loi de non-contradiction et de la loi du tiers exclu.

## Nécessité
Aristote pose le principe de non-contradiction comme une nécessité absolue. Il est un axiome, c’est-à-dire : il est une vérité première qui contribue à démontrer les autres vérités, mais lui-même ne peut être déduit en vertu de sa simplicité et de son caractère premier. 
L’exigence de non-contradiction implique celles d’univocité et de signification (« il est impossible que le même (mot) simultanément ait et n’ait pas le même (sens) » : le même ne peut pas ne pas correspondre au même, et le mot doit correspondre au sens). Le principe de non-contradiction a donc une implication à la fois sur le plan du discours et sur le plan de l’être.
- En un premier temps, il s'agit du caractère performatif du principe. Quiconque ne se borne pas au silence mais accepte de dire quelque chose de sensé, dès lors qu’il commence à parler, dit quelque chose de déterminé et exclut implicitement la référence à autre chose : dire A, c’est exclure d’entendre tout ce qui n’est pas A, ou qui est non-A. Cette « monstration » du principe en assure l’infaillibilité simplement parce que le principe de non contradiction sera la condition préalable de toute pensée et de tout discours. « Le principe [...] n’est pas de demander à l’adversaire de dire que quelque chose est ou n’est pas [...], mais de dire du moins quelque chose qui présente une signification pour lui-même et pour autrui. »[5] Toujours déjà, nous donnons un sens à ce que nous nommons. La décision du sens constitue, pour B. Cassin et M. Narcy, la signification et l’enjeu essentiel du principe de non contradiction. La proscription de la contradiction devient une évidence première et indémontrable, puisqu’elle conditionne jusqu’à la possibilité de dire quelque chose.
- En un deuxième temps, la non-contradiction ne ressortit pas seulement au discours. Il est possible, et peut-être requis, d’en rechercher le fondement au plan de l’être lui-même. L’impossibilité logique d’affirmer et de nier en même temps le prédicat du sujet se fonde sur l’impossibilité ontologique de la coexistence des contraires. Dès lors, plus qu’une faute de discours, la contradiction devient la mesure même de l’impensable. C’est une incohérence dévoilée dans toute son absurdité par les sept arguments exposés à la fin du 4e chapitre du Livre Gamma de la Métaphysique. Par exemple, si le réel est contradictoire, alors, conclut Aristote, il n’y a plus de distinction entre un homme et un bateau[6]. De surcroît, la contradiction qu’implique le mouvement – ce qui change devient contradictoirement ce qu’il n’est pas – n’est qu’une apparence. Ce serait de l’« ignorance, en effet, » que d’avoir oublié les principes exposés dans la Physique.

## Historique
Héraclite (vers 500 av. J.-C.) rejette le principe de non-contradiction au profit de l'unité et de l'indissociabilité des contraires ainsi que de leur transformation de l'un en l'autre (énantiodromie).
« Toutes choses naissent selon l'opposition... Le changement est une route montante-descendante et l'ordonnance du monde se produit selon cette route... »
« Toutes choses sont mutuellement contraires. »
« Dieu est jour nuit, hiver été, guerre paix, satiété faim. »
Le principe de non-contradiction se trouve de façon implicite chez Parménide (vers 450 av. J.-C.) :
« On ne pourra jamais prouver que le non-être a l’être. »
La première formulation nette se rencontre chez Platon :
« Manifestement la même chose se refusera à exercer ou à subir des actions contraires simultanément, du moins sous le même rapport [intrinsèque] et eu égard à la même chose... Être en repos et en mouvement, simultanément, sous le même rapport, est-ce que c'est possible pour la même chose ? Nullement ! »
Aristote reprend la pensée de Platon en amplifiant son importance :
« Le principe le plus solide de tous est celui à propos duquel il n'est pas possible de se tromper... Quel est ce principe ? Il est impossible que le même prédicat appartienne et n'appartienne pas en même temps à la même chose et sous le même rapport... Il est, en effet, impossible à quiconque de croire que le même à la fois est et n'est pas, comme certains s'imaginent qu'Héraclite l'a affirmé... Si donc il n'est pas possible que les contraires appartiennent en même temps à la même chose, et comme l'opinion contraire à une opinion est sa contradictoire, il est manifeste qu'il est impossible que le même homme pense simultanément que le même est et n'est pas. »
Aristote donne à la démonstration deux principes : le principe de non-contradiction, le principe du tiers exclu. Le principe de non-contradiction est donné comme loi de l'être, avec une loi psychologique. Ce principe ne se prouve pas. Seulement, dès qu'on parle ou même si l'on veut dénoncer le principe de non-contradiction, on est contraint de le supposer, de l'utiliser. 
Épicure, pour sauver l'indétermination des propositions se rapportant aux événements futurs, nie le principe de non-contradiction[réf. nécessaire].
Leibniz :
« Nos raisonnements sont fondés sur deux grands principes, celui de la contradiction, en vertu duquel nous jugeons faux ce qui en enveloppe, et vrai ce qui est opposé ou contradictoire au faux, et celui de la raison suffisante, en vertu duquel nous considérons qu'aucun fait ne saurait se trouver vrai ou existant, aucune énonciation véritable, sans qu'il y ait une raison suffisante pourquoi il en soit ainsi et non pas autrement, quoique ces raisons, le plus souvent, ne puissent point nous être connues. »
Kant, dans la Critique de la raison pure, montre les limites du principe de non-contradiction. Il est nécessaire, mais pas suffisant. Dans sa Logique (1800) il lie principe d'identité et principe de non-contradiction, et ces deux aux jugements problématiques. 
« Nous pouvons poser ici trois principes comme critères universels de la vérité, simplement formels et logiques, ce sont : 1) le principe de contradiction et d'identité (principium contradictionis et identitatis) par lequel la possibilité interne d'une connaissance est déterminée pour des jugements problématiques, 2) le principe de raison suffisante (principium rationis sufficientis) (...) pour les jugements assertoriques ; le principe du tiers exclu (principium exclusi medii inter duo contradictoria) (...) pour des jugements apodictiques. (...) Les jugements sont problématiques, assertoriques ou apodictiques. Les jugements problématiques sont accompagnés de la conscience de la simple possibilité, les assertoriques de la conscience de la réalité, les apodictiques enfin de la conscience de la nécessité du jugement. »
La philosophie de Fichte part du principe A = A. Le premier principe du Fondement d'une doctrine de la science (1794), qui repose sur le principe d'identité, dit que « le Moi pose originellement simplement son propre être. » Le deuxième principe, qui repose sur le principe de non-contradiction, dit que le Moi n'est pas Non-Moi. 
Hegel, dans sa Logique (1808-1816), s'est opposé au principe de non-contradiction, au nom de sa dialectique. Il montre, par exemple, que le devenir est une unité de l'être et du non-être[précision nécessaire]. «Le néant, en tant que ce néant immédiat, égal à soi-même, est de même, inversement, la même chose que l'être. La vérité de l'être, ainsi que du néant, est par suite l'unité des deux ; cette unité est le devenir. » (§41)
Dès le départ, Nietzsche pense « la contradiction logée au cœur du monde ».
Les axiomaticiens donnent à un système axiomatique la propriété de consistance et de non-contradiction (en plus de l'effectivité, de la complétude, de l'indépendance des axiomes, de l'interprétabilité). « Un système axiomatique est consistant s'il permet la distinction du valide et du non-valide, c'est-à-dire si toutes les 'expressions bien formées' (ebf) n'y sont pas en même temps des théorèmes. (...) La plupart des logiciens ne distinguent guère entre consistance et non-contradiction. Ces deux notions désignent sous un angle différent une même propriété. Un système axiomatique est consistant si toutes les expressions qu'on peut y construire ne sont pas des théorèmes. Un système axiomatique est non contradictoire si on ne peut y démontrer à la fois une proposition et sa négation. »
Certains logiciens modernes contestent le principe de non-contradiction, au nom des découvertes de la physique quantique. Louis de Broglie, après la découverte de la diffraction des électrons par les cristaux, a montré qu'il faut associer l'aspect corpusculaire à l'aspect ondulatoire, tant pour la matière que pour le rayonnement. Très audacieux, Stéphane Lupasco tire des conséquences :
« Le principe de complémentarité contradictoire doit remplacer le principe de non-contradiction comme fondement du logique. »
La philosophe et romancière Ayn Rand a fondé sa philosophie, l'objectivisme, à partir du principe de non-contradiction. La première partie de son livre le plus célèbre La Grève est titré : « Non-contradiction ».
Estimant que l'idéologie technicienne se structure sur un mode binaire ("ou bien... ou bien..."), le Français Jacques Ellul affirme : « le principe de non-contradiction est un principe de mort. La contradiction est la condition d’une communication. »

## En logique mathématique
En logique mathématique, le principe de non-contradiction est la proposition {\displaystyle \neg (p\wedge \neg p)}. Telle quelle, elle ne figure pas parmi les axiomes, mais, en général, elle est l'un des premiers théorèmes démontrés dans une formalisation de la logique comme la déduction naturelle ou la formalisation à la Hilbert. Dans une interprétation avec {\displaystyle vrai,faux} (donc dans une interprétation classique), elle énonce qu'une proposition {\displaystyle p} et sa négation ne peuvent être toutes les deux vraies, et a la valeur {\displaystyle vrai}. On peut remarquer qu'en logique classique, par les lois de De Morgan le principe de non contradiction {\displaystyle \neg (p\wedge \neg p)} est équivalent à {\displaystyle \neg p\vee \neg \neg p}, et par la loi de la  double négation est équivalent à {\displaystyle \neg p\vee p}, qui n'est rien d'autre que le principe du tiers exclu. Donc le principe de non-contradiction n'acquiert un sens spécifique que dans les logiques non classiques.

### Exemple
- Deux droites dans le plan ne peuvent être sécantes et non sécantes à la fois.
- La lampe ne peut pas être allumée et éteinte à la fois.